# Tom Bell (série télévisée)
Tom Bell (Top of the Hill) est une série télévisée américaine en treize épisodes de 50 minutes créée par Stephen J. Cannell, Morgan Gendel et Art Monterastelli dont seulement huit épisodes ont été diffusés entre le 21 septembre et le 30 novembre 1989 sur le réseau CBS.
En France, la série a été diffusée dans le cadre de l'émission La Une est à vous sur TF1 dans les années 90.

## Synopsis
Thomas Bell Jr est un jeune représentant du congrès. Après avoir été élu à la place de son père, il rentre en politique et découvre les rouages d'un univers sans pitié.

## Distribution
- William Katt : Thomas Bell Jr.
- Jordan Baker : Susan Pengilly
- Tony Edwards : Link Winslow
- Dick O'Neill : Thomas Bell Sr.
- Robbie Weaver : Mickey Stewart

## Épisodes
1. Titre français inconnu (Top of the Hill)
2. Le Droit de savoir (You Were Always on my Mind)
3. Horacius (The Noble Roman)
4. Pollution (At Risk)
5. Trafic d'armes (Taking the Heat)
6. Un retour difficile (Not in my Backyard)
7. Titre français inconnu (Running Shoes)
8. Titre français inconnu (Accurate but not True)
9. Titre français inconnu (Letter from a Dead Man)
10. Titre français inconnu (Above Suspicion)
11. Garde abusive (A House Divided)
12. Titre français inconnu (Always Faithful)
13. Titre français inconnu (Without a Trace)